# وون يونغ تشون
وون يونغ تشون (1889-1971) (بالإنجليزية: Woon-Young Chun)‏ هو عالم نبات صيني.